# Cyrill a Method
Cyrill a Method (magyarul: Cirill és Metód) szlovák nyelven megjelenő katolikus hetilap volt a Magyar Királyságban. Ján Palárik és Andrej Ľudovít Radlinský alapították 1850-ben Selmecbányán. A lap 1851-ben megszűnt, de 1852-ben Besztercebányán újraindították. 1857-ben egyesült a szlovák nyelven kiadott Katolícke nowiny katolikus lappal, s továbbra is Cyrill a Method címen jelent meg ezt követően Budán. Fennállása alatt szerkesztőségének székhelye többször változott, volt még Szakolcán, Pozsonyban és Nagyszombatban is. A lap 1870-ben szűnt meg.
Többek között Caban András versei, versfordításai is itt jelentek meg.